# Dryopteris nyingchiensis
Dryopteris nyingchiensis är en träjonväxtart som beskrevs av Ren-Chang Ching. Dryopteris nyingchiensis ingår i släktet Dryopteris och familjen Dryopteridaceae. Inga underarter finns listade.